# Sinosturio dauricus
El esturión kaluga (Sinosturio dauricus) es una especie de pez acipenseriforme de la familia Acipenseridae. Está estrechamente emparentado con el esturión beluga, y sus hembras, como las de este, producen abundante caviar negro. Es de color gris verdoso oscuro, con la parte inferior más clara.
Es endémica de la cuenca del Río Amur, que transcurre entre Rusia y China, marcando buena parte de la frontera entre ambos países, también es endémica de sus más importantes afluentes, el Río Songhua, el Río Zeya, el Río Bureya, el Río Onon y el Río Argún, y de algunos de los lagos de esta cuenca como el Nikolaevsk y el Orel; ya en el mar extiende su hábitat más allá del estuario del Amur, en el Mar de Ojotsk frente a la Isla de Sajalín y en el Mar de Japón, donde es posible hallar ejemplares jóvenes. El del río Amur es uno de los sistemas fluviales más grandes del mundo.
Este pez mide hasta 5,6 metros de longitud, aunque en casos extremos puede llegar a los 6,5 en el caso de algunas hembras. Puede vivir 80 años y alcanzar hasta una tonelada, aunque su peso máximo habitual es bastante más reducido y su vida media está en torno a los 50 años. El nombre científico de la especie fue publicado por primera vez en 1775 por Johann Gottlieb Georgi.
Su población decreció dramáticamente desde finales del siglo XIX. Su pesca está sometida a fuertes restricciones, pero se produce bastante pesca ilegal. Su distribución se encuentra fragmentada en cuatro áreas, dos en China y cuatro en Rusia.
En su primer año de vida se alimentan de invertebrados, su dieta habitual es el salmón, pero en caso de carencia de este se alimentan de otros peces adultos e incluso se da el canibalismo.
Rusia y China exportan su caviar, que es siempre de origen salvaje, a países como Japón, Alemania, Estados Unidos y los Emiratos Árabes. Las piscifactorías de esturión del Río Amur, no han sido capaces, por el momento de criar este enorme pez.

## Vulnerabilidad
Esta especie se considera en peligro de extinción.

## Hábitat
Los tipos de hábitat son de agua dulce y las zonas marinas. Son peces migratorios, pudiendo llegar a desplazarse casi mil kilómetros.

## Otros proyectos
- Wikimedia Commons alberga una galería multimedia sobre Sinosturio dauricus.
- Wikispecies tiene un artículo sobre Sinosturio dauricus.

- Datos: Q201177
- Multimedia: Huso dauricus / Q201177
- Especies: Huso dauricus